# Propulsore magnetoplasmadinamico

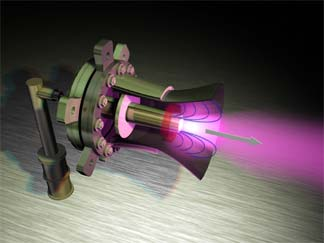
Spaccato di propulsore magnetoplasmadinamico a campo auto-indotto. È visibile il catodo centrale, da cui diparte il getto di plasma, e l'anodo. Sono inoltre rappresentate le linee del campo magnetico.

Il propulsore magnetoplasmadinamico (MPD o MPDT) è un propulsore elettrico per uso spaziale, che usa la forza di Lorentz (una forza risultante dall'interazione di un campo magnetico e di cariche elettriche in movimento) per generare una spinta. È indicato anche come "Lorentz Force Accelerator (LFA)" e (soprattutto in Giappone) "MPD arcjet".
Generalmente, un propellente allo stato gassoso viene ionizzato e immesso in una camera di accelerazione, dove viene creato un campo elettromagnetico utilizzando una fonte di energia elettrica. Le particelle vengono poi spinte verso il condotto d'uscita dalla forza di Lorentz, risultante dall'interazione tra la corrente elettrica del flusso di plasma e il campo magnetico (che può essere applicato dall'esterno o indotto dalla corrente). A differenza della propulsione di tipo chimico, non avviene alcuna combustione di propellente. Come per gli altri tipi di propulsione elettrica, sia l'impulso specifico che la spinta aumentano con la potenza in ingresso, mentre la spinta per watt diminuisce.
Ci sono due tipi principali di propulsori MPD: a campo magnetico applicato oppure auto-indotto. I propulsori a campo applicato sono dotati di magneti o solenoidi che circondano la camera di accelerazione per produrre una componente aggiuntiva del campo magnetico, mentre in quelli a campo auto-indotto il campo magnetico è generato nella sua totalità dall'intensità di corrente che scorre lungo il catodo posto al centro della camera, secondo la legge di Biot-Savart. L'esigenza dei campi applicati nasce dalla necessità di migliorare l'efficienza del propulsore quando il valore di potenza disponibile è basso e le configurazioni a campo auto-indotto risulterebbero troppo deboli (in caso di bassa potenza applicata, il campo magnetico autoindotto non raggiunge l'intensità necessaria a garantire una giusta efficienza del processo accelerativo). Molti propellenti, come xeno, neon, argon, idrazina e litio sono stati testati, generalmente ottenendo dal litio le migliori prestazioni.